# Vertrag von New Echota

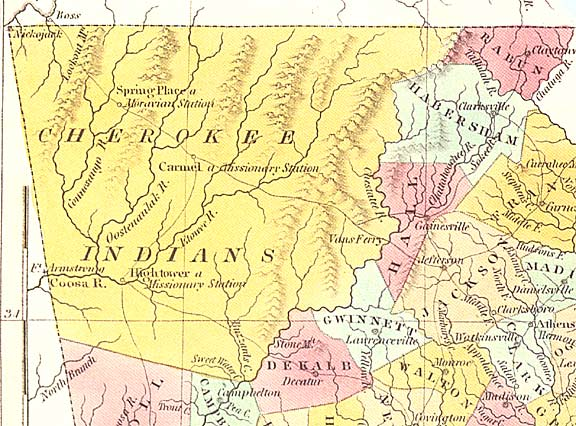
Cherokee-Territorium in Georgia, 1830

Der Vertrag von New Echota war ein Vertrag, der die Umsiedlung der ansässigen Indianerstämme östlich des Mississippi Rivers regelte. Der Vertrag wurde in New Echota, Georgia von Vertretern der Vereinigten Staaten und einigen nicht offiziell legitimierten Mitgliedern der Cherokee (so genannte Ridge Faction) ausgehandelt, am 29. Dezember 1835 unterzeichnet und am 23. Mai 1836 ratifiziert.

## Hintergrund
Die „Ridge Faction“ sah durch die zunehmende Besiedlung der weißen Siedler in den Randgebieten ihres Territoriums voraus, dass die Cherokee ihre östlichen Gebiete früher oder später verlieren würden und dass die Umsiedlung in den Westen der einzige Weg für den Erhalt ihrer Nation war.

## Vertrag
Im Vertrag vereinbarten die Vereinigten Staaten, den Cherokee 5 Millionen Dollar als Abfindung zu bezahlen, um die Kosten ihrer Umsiedlung zu decken. Ferner wurde ihnen gleichwertiges Land im Indianer-Territorium (heute Oklahoma) im Austausch für das ganze Land der Cherokee östlich des Mississippi Rivers zugesagt.

## Einwände von John Ross
Als die Kunde über den Vertrag öffentlich bekannt wurde, wurde der Vertrag von der Führung der Cherokee, vor allem von Häuptling John Ross angefochten, da sie ihm nicht zugestimmt hätten. Es wurde der US-Senat gebeten, diesen Vertrag nicht zu ratifizieren. Dennoch wurde der Vertrag im Mai 1836 mit einer einzelnen Stimme Mehrheit verabschiedet. Daraufhin verfasste Ross eine Petition, die den US-Kongress aufforderte, diesen Vertrag für ungültig zu erklären. Er lieferte diese Petition im Frühjahr 1838 persönlich im Kongress ab, mit mehr als 15.000 im Anhang befindlichen Unterschriften. Das waren mehr Leute, als überhaupt der Cherokee-Nation angehörten, die zu der Zeit auf einige Hundert in ihrem Territorium kam.

## Die Umsiedlung der Cherokee
Die Petition wurde von Präsidenten Martin Van Buren ignoriert, der bald darauf General Winfield Scott damit beauftragte, den Vertrag durchzusetzen. Er sollte all jene Cherokee, die dem Vertrag bis dahin nicht entsprochen hatten nach Westen zu ziehen, gewaltsam dazu zwingen, obwohl der Vertrag besagte, dass jene, die es wünschten, im Osten bleiben könnten. Scotts Handlung wird landläufig als der Pfad der Tränen bezeichnet.
Nachdem der Vertrag von New Echota durchgesetzt worden war, wurden die Cherokee so gut wie vollständig in das Gebiet westlich des Mississippi umgesiedelt (einige wenige kauften sich Farmland in der Gegend, um wenigstens so in der Nähe ihrer angestammten Gebiete zu bleiben).
Nach ihrer Ankunft im Indianer-Territorium überfiel eine Gruppe von Ross’ Anhängerschaft die „Ridge Faction“, angeblich weil das Gesetz der Cherokee den Verkauf von Cherokee-Land an fremde Mächte verbot. Einige Unterzeichner des Vertrags waren ermordet worden, einschließlich Major Ridge, sein Sohn John Ridge und Elias Boudinot. Der wahre Grund war wohl der, dass die „Ridge Faction“ sich schon zu sehr in die politischen Gefüge der Siedler eingegliedert hatte, was Ross bei seiner Ankunft dazu veranlasste, seine Autorität deutlich zu machen.